# Domnom-lès-Dieuze
Domnom-lès-Dieuze är en kommun i departementet Moselle i regionen Grand Est (tidigare regionen Lorraine) i nordöstra Frankrike. Kommunen ligger i kantonen Dieuze som tillhör arrondissementet Château-Salins. År 2022 hade Domnom-lès-Dieuze 97 invånare.

## Befolkningsutveckling
Antalet invånare i kommunen Domnom-lès-Dieuze
| Referens: INSEE |